# Luccas Claro
Luccas Claro dos Santos, meglio conosciuto come Luccas Claro (Ribeirão Preto, 20 ottobre 1991), è un calciatore brasiliano, difensore dell'Eyüpspor.

## Palmarès

### Club

#### Competizioni statali
- Campionato Paranaense: 3

Coritiba: 2011, 2012, 2013
- Taça Rio: 1

Fluminense: 2020
- Campionato Carioca: 1

Fluminense: 2022
- Taça Guanabara: 1

Fluminense: 2022